# Nove (Liman), Rozdilna
Nove (în ucraineană Нове) este un sat în comuna Liman din raionul Rozdilna, regiunea Odesa, Ucraina.

## Demografie
Componența lingvistică a localității Nove
     Ucraineană (58,33%)
     Română (28,57%)
     Rusă (13,1%)
Conform recensământului din 2001, majoritatea populației localității Nove era vorbitoare de ucraineană (58,33%), existând în minoritate și vorbitori de română (28,57%) și rusă (13,1%).